# Jüdisches Bethaus Lengfeld (Odenwald)

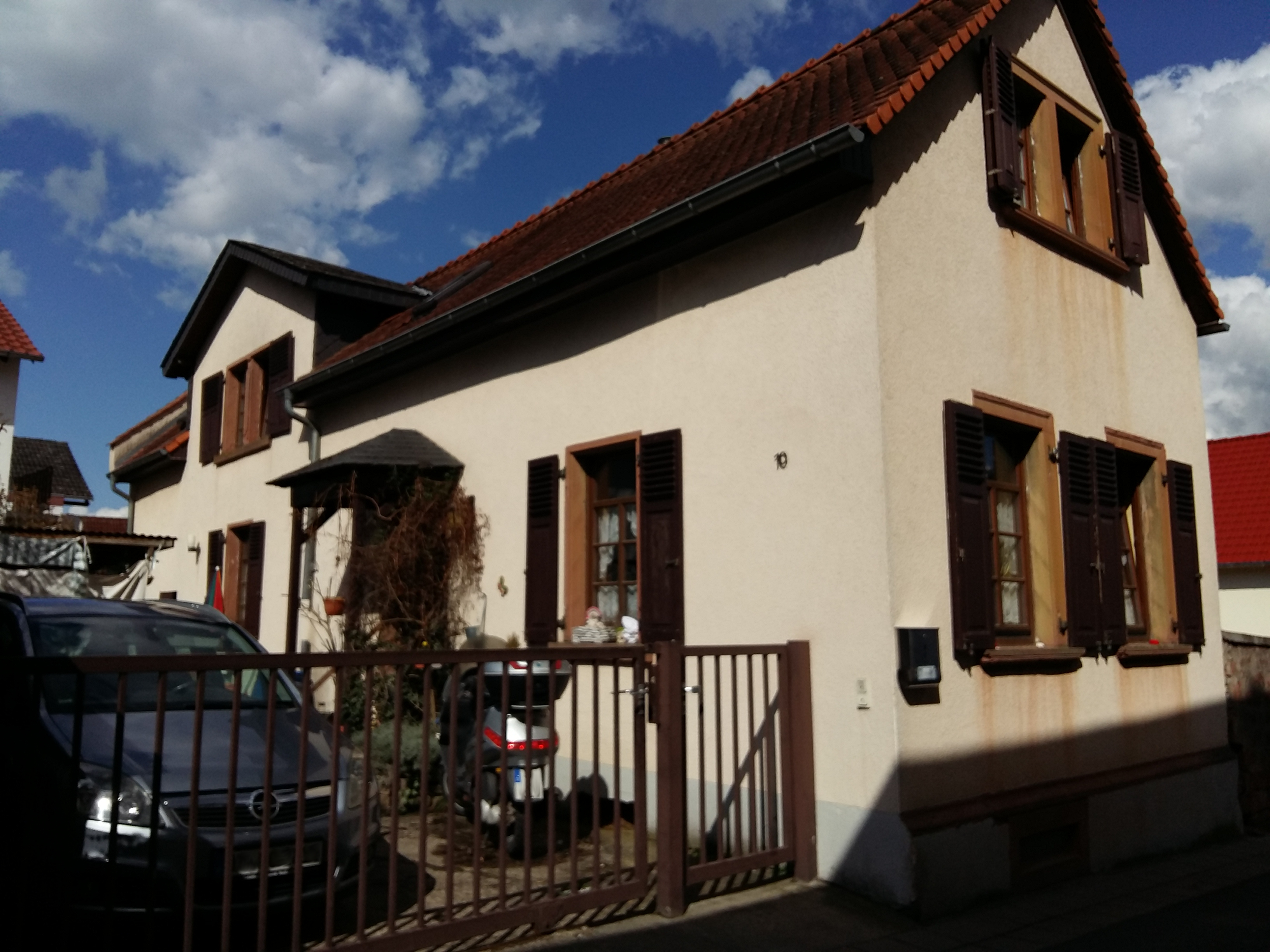
Jüdisches Bethaus (Lengfeld)

Das ehemalige jüdische Bethaus Lengfeld in Lengfeld, einem Ortsteil der Gemeinde Otzberg im südhessischen Landkreis Darmstadt-Dieburg in Hessen, befindet sich im südlichen Teil von Lengfeld in Sichtweite des auf der anderen Straßenseite stehenden Rathaus von Lengfeld in der Otzbergstraße und an der Einmündung in die Hintergasse.

## Beschreibung
Das ehemalige jüdische Bethaus Lengfeld wurde im 19. Jahrhundert zurückgesetzt aus der Straßenflucht als Wohnhaus mit einem kleinen Garten errichtet. Es ist ein schlichtes eingeschossiges Gebäude mit traufseitiger Erschließung und einem Satteldach in Ost-West-Ausrichtung. Die Klappläden aus Holz und Sandsteinlaibungen sind als Schmuckelemente heute noch am Gebäude ersichtlich und werden durch ein im Westen an der Traufseite errichtetes Zwerchhaus ergänzt. Am Zwerchhaus sind Zwillingsfenster mit ebenfalls hölzernen Klappläden und ein flach geneigtes Satteldach vorhanden.
Im 19. Jahrhundert wurde das Wohnhaus von der jüdischen Gemeinde als Bethaus genutzt, die heutige private Nutzung dient Wohnzwecken.
Im Denkmalverzeichnis des Landesamts für Denkmalpflege Hessen ist das ehemalige jüdische Bethaus als Kulturdenkmal aus geschichtlichen Gründen eingetragen. Es steht für ein Zeugnis der Geschichte und der Riten der untergegangenen jüdischen Gemeinde Lengfeld und ist ein Gebäude von besonderer Bedeutung.